# Schistura jarutanini
Schistura jarutanini är en fiskart som beskrevs av Kottelat, 1990. Schistura jarutanini ingår i släktet Schistura och familjen grönlingsfiskar. IUCN kategoriserar arten globalt som sårbar. Inga underarter finns listade i Catalogue of Life.